# Canton de Poitiers-1
Le canton de Poitiers-1 est une circonscription électorale française située dans le département de la Vienne et la région Nouvelle-Aquitaine.

## Géographie
Ce canton est organisé autour de Poitiers dans l'arrondissement de Poitiers. 

## Histoire
Le canton est créé en 1973, lors du redécoupage de la ville en cinq cantons. Poitiers était auparavant divisée entre les cantons de Poitiers-Nord et de Poitiers-Sud.
Il est modifié par le décret du 26 janvier 1982 créant les cantons de Poitiers-7 et Poitiers-6.
À la suite du redécoupage cantonal de 2014, les limites territoriales du canton sont à nouveau remaniées. Le nombre de communes du canton passe de 1+1 fraction à 3+1 fraction.
Le canton de Poitiers-1 est désormais formé d'une fraction de Poitiers et de communes des anciens cantons de Poitiers-6 (1 commune) et de Poitiers-5 (2 communes). Il est entièrement inclus dans l'arrondissement de Poitiers. Le bureau centralisateur est situé à Poitiers.

## Représentation

### Représentation de 1973 à 2015
| Période | Période | Identité        | Étiquette | Qualité                                                                                                  |
| ------- | ------- | --------------- | --------- | --- |
| 1973    | 1976    | Pierre Saumon   | RI        | Médecin Maire de Migné-Auxances (1958-1983)                                                              |
| 1976    | 2015    | Maurice Monange | PS        | Avocat 1er adjoint au maire de Poitiers (1977-2008) conseiller municipal délégué de Poitiers (2008-2014) |

### Représentation après 2015
| Période élective | Période élective | Mandat | Mandat   | Identité         | Nuance | Nuance | Qualité |
| ---------------- | ---------------- | ------ | -------- | ---------------- | ------ | ------ | --- |
| 2015             | 2021             | 2015   | 2021     | Sandrine Martin  |        | PS     | Déléguée régionale de l’AFEV (association d’éducation populaire) Ancienne conseillère générale du canton de Poitiers-6 Présidente du groupe de gauche au Conseil départemental |
| 2015             | 2021             | 2015   | 2021     | Étienne Royer    |        | PS     | Chargé de mission Citoyenneté et Lutte contre les Discriminations (Mairie de Poitiers)                                                                                         |
| 2021             | 2028             | 2021   | en cours | Anthony Brottier |        | DVD    | Directeur d’un organisme de formation hospitalière, conseiller municipal (opposition) de Poitiers                                                                              |
| 2021             | 2028             | 2021   | en cours | Aline Fontaine   |        | DVD    | Responsable d’une agence de crédit municipal |

### Résultats détaillés

#### Élections de mars 2015
À l'issue du 1er tour des élections départementales de 2015, deux binômes sont en ballottage : Sandrine Martin et Étienne Royer (PS, 35 %) et Alain Gnahoui et Marie-Dolorès Prost (UMP, 31,45 %). Le taux de participation est de 48,84 % (7 301 votants sur 14 950 inscrits) contre 51,35 % au niveau départemental et 50,17 % au niveau national.
Au second tour, Sandrine Martin et Étienne Royer (PS) sont élus avec 53,16 % des suffrages exprimés et un taux de participation de 48,53 % (3 468 voix pour 7 255 votants et 14 950 inscrits).

#### Élections de juin 2021
Le premier tour des élections départementales de 2021 est marqué par un très faible taux de participation (33,26 % au niveau national). Dans le canton de Poitiers-1, ce taux de participation est de 34,6 % (5 130 votants sur 14 826 inscrits) contre 33,61 % au niveau départemental. À l'issue de ce premier tour, deux binômes sont en ballottage : Anthony Brottier et Aline Fontaine (Union au centre, 42,07 %) et Virginia Bayou et Arthur Giry (Union à gauche, 39,04 %).
Le second tour des élections est marqué une nouvelle fois par une abstention massive équivalente au premier tour. Les taux de participation sont de 34,36 % au niveau national, 33,96 % dans le département et 34,75 % dans le canton de Poitiers-1. Anthony Brottier et Aline Fontaine (Union au centre) sont élus avec 52,45 % des suffrages exprimés (2 487 voix pour 5 152 votants et 14 828 inscrits),,. 

## Composition

### Composition de 1973 à 1982
Le canton de Poitiers-1 était formé de :
- Biard,
- Migné-Auxances,
- la portion de territoire de la ville de Poitiers délimitée par la rivière le Clain, jusqu'à la porte de Paris, la voie S. N. C. F., la rivière la Boivre, la passerelle de la gare, l'axe du boulevard Pont-Archard côté pair du numéro 2 au numéro 32 et la rue Georges-Guynemer côté pair.

### Composition de 1982 à 2015

Carte de localisation du canton de Poitiers-1 dans le département de la Vienne, redécoupage de 1982.

Le canton de Poitiers-1 était composé de :
- Migné-Auxances,
- la portion de territoire de la ville de Poitiers délimitée par la rivière le Clain (jusqu'à la porte de Paris), la voie ferrée, la rivière la Boivre (jusqu'au niveau de la rue Sainte-Loubette), la rue Sainte-Loubette (comprise), l'axe de la rue du Capitaine-Bès, le prolongement de la rue du Capitaine-Bès (jusqu'à la rue de l'Aérodrome), par la limite de la commune de Poitiers (jusqu'à la rivière le Clain).

| Nom                  | Code Insee | Intercommunalité  | Population (dernière pop. légale)               |
| -------------------- | ---------- | ----------------- | ----------------------------------------------- |
| Poitiers (chef-lieu) | 86194      | CU Grand Poitiers | Fraction : 16 707(2014) Commune : 87 435 (2014) |
| Migné-Auxances       | 86158      | CU Grand Poitiers | 5 966 (2014)                                    |

### Composition depuis 2015
| Nom                              | Code Insee | Intercommunalité  | Superficie (km2) | Population (dernière pop. légale)                | Densité (hab./km2) | Modifier                                    |
| -------------------------------- | ---------- | ----------------- | ---------------- | ------------------------------------------------ | ------------------ | ------------------------------------------- |
| Poitiers (bureau centralisateur) | 86194      | CU Grand Poitiers | 42,11            | Fraction : 17 487 (2022) Commune : 89 472 (2022) | 2 125              | modifier les données · modifier les données |
| Biard                            | 86027      | CU Grand Poitiers | 7,47             | 1 908 (2022)                                     | 255                | modifier les données · modifier les données |
| Croutelle                        | 86088      | CU Grand Poitiers | 1,48             | 937 (2022)                                       | 633                | modifier les données · modifier les données |
| Fontaine-le-Comte                | 86100      | CU Grand Poitiers | 18,66            | 3 971 (2022)                                     | 213                | modifier les données · modifier les données |
| Canton de Poitiers-1             | 8613       |                   |                  | 24 303 (2022)                                    |                    | modifier les données                        |

Le canton de Poitiers-1 comprend désormais :
1. trois communes entières ;
2. la partie de la commune de Poitiers située au sud et à l'ouest d'une ligne définie par l'axe des voies et limites suivantes : depuis la limite territoriale de la commune de Biard, rocade Ouest (rue de l'Aérodrome), rue de l'Aéropostale, rue des Trois-Ormeaux, place de la Blaiserie, rue de l'Aéropostale, rue de Quinçay, rue Jean-Mermoz, rue du Capitaine-Bès, avenue de Nantes, place Charles-Martel, ligne de chemin de fer, rue de l'Hôpital-des-Champs, rue de l'Intendant-Nain, place Jean-de-Berry, boulevard Jeanne-d'Arc, boulevard du Grand-Cerf, boulevard de Solférino, rue de la Marne, rue des Écossais, place Aristide-Briand, rue Victor-Hugo, rue Charles-Gide, rue Sadi-Carnot, rue Saint-Nicolas, rue de Magenta, rue Jean-Alexandre, rue du Maréchal-Foch, square du Maréchal-Foch, rue Girouard, rue Saint-Grégoire, rue de Tison, boulevard Tison, boulevard Sous-Blossac, chemin de la Cagouillère, cours du Clain, jusqu'à la limite territoriale de la commune de Saint-Benoît.

## Démographie

### Démographie avant 2015
| 1975 | 1982 | 1990   | 1999   | 2006   | 2011   | 2012   |
| ---- | ---- | ------ | ------ | ------ | ------ | ------ |
| -    | -    | 13 831 | 14 577 | 15 688 | 14 766 | 14 778 |

### Démographie depuis 2015
En 2022, le canton comptait 24 303 habitants, en évolution de +5,46 % par rapport à 2016 (Vienne : +0,6 %, France hors Mayotte : +2,11 %).
| 2013   | 2018   | 2022   |
| ------ | ------ | ------ |
| 23 274 | 23 714 | 24 303 |